# デイヴ・マーレイ

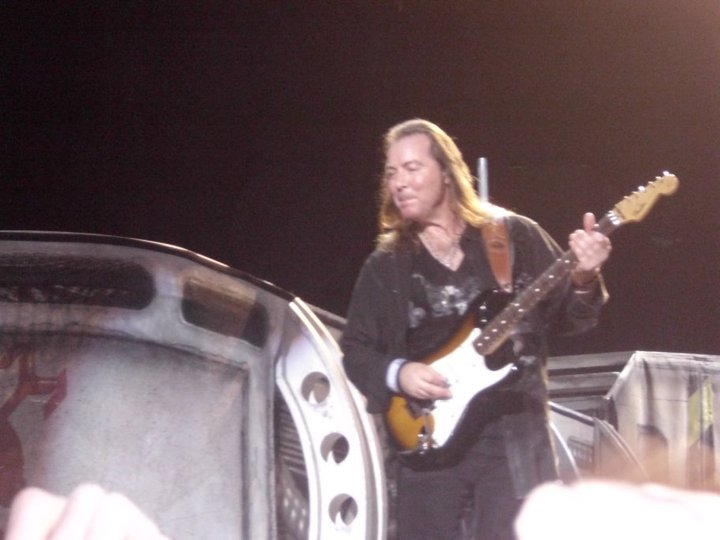
2010年、ダブリンにて

デイヴィッド・マイケル・マーレイ（David Michael Murray、1956年12月23日 - ）は、イギリス、ロンドンのエドモントン出身のミュージシャン、ギタリスト。アイアン・メイデンの3人のギタリストのうちの1人で古参メンバーある。

## 略歴
15歳の時に、ジミ・ヘンドリックスの「ヴードゥー・チャイル」を聴き、ロックへの興味を覚える。彼が最初に結成したのは、ストーン・フリーという、トリオバンドだった。このバンドには、アイアン・メイデンのメンバーであるエイドリアン・スミスも参加していた。その後、スティーヴ・ハリスと出会い、1976年に初めてアイアン・メイデンに参加するまで、多くの異なるバンドでプレイした。1977年に一時脱退したが、翌年にはバンドに復帰している。彼と、スティーヴ・ハリスは、メジャーデビュー以来のオリジナルメンバーである。
彼のアイドルはポール・コゾフ（FREEのギタリスト）とケイト・ブッシュ。
2018年現在はハワイに在住。
（その後のバンド活動はアイアン・メイデンを参照）

## サウンド
ピックアップ・トーンの切り替えによる音色の変化を多用し、チョーキングやトリルを多用した流麗なフレージングが持ち味である。その独特のサウンドは、彼のスマイルとともにファンに愛されている。

## 機器
- ギター - フェンダー社のカスタムショップ製ストラトキャスター

アイアン・メイデン初期はフェンダーの黒い改造ストラトキャスター（フロントとリアのピックアップがディマジオ社製のハムバッカー、ブリッジはマイティマイト社製に交換されており、エスカッションは後に金属製の物を取り付けている）をメインで使用していた。このギターはポール・コゾフが所有していたストラトキャスター（'63年製のボディと'57年製のネックを組み合わせたもの）で、もともとはホワイトカラーだった。
1990年代に入るとフェンダー以外のジャクソンやESP等のギターも使用するようになるが、形状はストラトタイプが多かった。
エフェクターは当初、イギリスのエフェクト・ビルダー、ピート・コーニッシュが製作したエフェクトボードを愛用していた。
- トレモロシステム - フロイド・ローズ
- ピックアップ - セイモア・ダンカン ホットレイル
- 弦 - アーニーボール（.009, .011, .016, .024, .032, .042）
- エフェクター
  - ジム・ダンロップ:ワウ・コントローラー
  - ロックトロン:オールアクセス・フットコントローラー
- アンプ - マーシャル